# Walter Kainz (Bildhauer)
Walter Kainz (* 1958 in Wolfsberg) ist ein österreichischer Maler und Bildhauer.

## Leben und Wirken
Kainz absolvierte die Bundesfachschule für Holzbearbeitung in Hallstatt. Er ist seit 1982 freischaffender Künstler in Pramet gemeinsam mit Marion Kilianowitsch. Er ist Mitglied des Oberösterreichischen Kunstvereins und der Galerie Forum Wels, von 1984 bis 2015 war er auch Mitglied der Innviertler Künstlergilde.

## Werke
Der Künstler beschäftigt sich als Bildhauer u. a. mit der Erstellung von Skulpturen, Reliefs sowie mit der Gestaltung von Räumen und Kunst am Bau.
- Altarraumgestaltung St. Michael bei St. Marien
- Kirchenraumgestaltung Enzenkirchen

## Ausstellungen
Der Künstler kann auf eine abwechslungsreiche Ausstellungstätigkeit verweisen:
Einzelausstellungen u. a.:
- Walter Kainz. Das Atmen der Blüte, Galerie Zauner, Leonding (1999)
- Walter Kainz. Im Verborgenen Blühen, Galerie Schloss Puchheim, Innviertler Volkskundehaus, Ried im Innkreis, 2009

Gruppenausstellungen u. a. im  Künstlerhaus Wien, im Landeskulturzentrum Ursulinenhof, im Kulturhaus Stelzhamermuseum Pramet, im Lentos Kunstmuseum Linz.